# Tōhoku-Autobahn
Die Tōhoku-Autobahn (jap. 東北自動車道, Tōhoku Jidōshadō) ist eine wichtige Nord-Süd-Autobahn in Japan und durchquert die japanische Hauptinsel Honshū von Kawaguchi bis Aomori. Ihr Verlauf folgt dabei im Wesentlichen dem der  Nationalstraße 4. Seit 2017 trägt sie die Nummer E4.
Die 679,5 km lange Autobahn wird von der ostjapanischen Autobahnbetreibergesellschaft Higashi-Nihon Kōsokudōro K.K. (engl. East Nippon Expressway Co., Ltd., NEXCO) betrieben und ist als „Nationale Hauptstrecke“ (Kokkandō, kurz für 国土開発幹線自動車道, kokudo kaihatsu kansen jidōshadō) klassifiziert.

## Geschichte
Das erste Teilstück der Tōhoku-Autobahn zwischen Iwatsuki (in Saitama) und Utsunomiya wurde 1972 eröffnet.

## Anschlussstellen (Interchange)
Kawaguchi (1) – Urawa (2) – Iwatsuki (3) – Kuki (4) – Kazo (5) – Hanyū (5-1) – Tatebayashi (6) – Sano-Fujioka (7) – Tochigi (8) – Kanuma (9) – Utsunomiya (10) – Yaita (11) – Nishinasuno-Shiobara (12) – Kuroiso-Itamuro (12-1) – Nasu (13) – Shirakawa (14) – Yabuki (15) – Sukagawa (16) – Kōriyama-Minami (17) – Kōriyama (18) – Motomiya (19) – Nihonmatsu (20) – Fukushima-Nishi (21) – Fukushima-Iizaka (22) – Kunimi (23) –  Shiroishi (24) – Murata (25) – Sendai-Minami (27) – Sendai-Miyagi (28) – Izumi (29) – Yamato (30) – Furukawa (31) – Tsukidate (32) – Wakayanagi-Kannari (33) – Ichinoseki (34) – Hiraizumi-Maesawa (35) – Mizusawa (36) – Kitakami-Kanegasaki (36-1) – Kitakami-Ezuriko (38) – Hanamaki-Minami (38-1) – Hanamaki (39) – Shiwa (40) – Morioka-Minami (41) – Morioka (42) – Takizawa (43) – Nishine (44) – Matsuo-Hachimantai (45) – Ashiro (47) – Kazuno-Hachimantai (48) – Towada (49) – Kosaka (49-1) – Ikarigaseki (50) – Oowani-Hirosaki (51) – Kuroishi (52) – Namioka (53) – Aomori (54)

## Verlauf
- Präfektur Saitama
  - Kawaguchi – Saitama – Hasuda – Kuki – Kazo – Hanyū
- Präfektur Gunma
  - Tatebayashi
- Präfektur Tochigi
  - Sano – Tochigi – Kanuma – Utsunomiya – Sakura – Yaita – Nasushiobara
- Präfektur Fukushima
  - Shirakawa – Sukagawa – Kōriyama – Nihonmatsu – Fukushima
- Präfektur Miyagi
  - Shiroishi – Natori – Sendai – Ōsaki – Kurihara
- Präfektur Iwate
  - Ichinoseki – Ōshū – Kitakami – Hanamaki – Morioka – Hachimantai
- Präfektur Akita
  - Kazuno
- Präfektur Aomori
  - Hirakawa – Hirosaki – Kuroishi – Aomori